# Дары (Могилёвская область)
Дары́ (бел. Дары) — деревня в составе Подгорьевского сельсовета Могилёвского района Могилёвской области Белоруссии.

## Географическое положение
Ближайшие населённые пункты: Могилёв, Щежар, Подгорье.

## История
Упоминается в 1611 году как деревня Доры в составе Вейнянского войтовства Могилевской волости в Оршанском повете ВКЛ.

## Население
- 1999 год — 76 человек
- 2010 год — 60 человек